# Distretto di Analalava
Il distretto di Analalava è un distretto del Madagascar situato nella regione di Sofia. Ha per capoluogo la città di Analalava.
La popolazione del distretto è di 140 867 abitanti (censimento 2011).